# Gesundheitssystem von Kolumbien

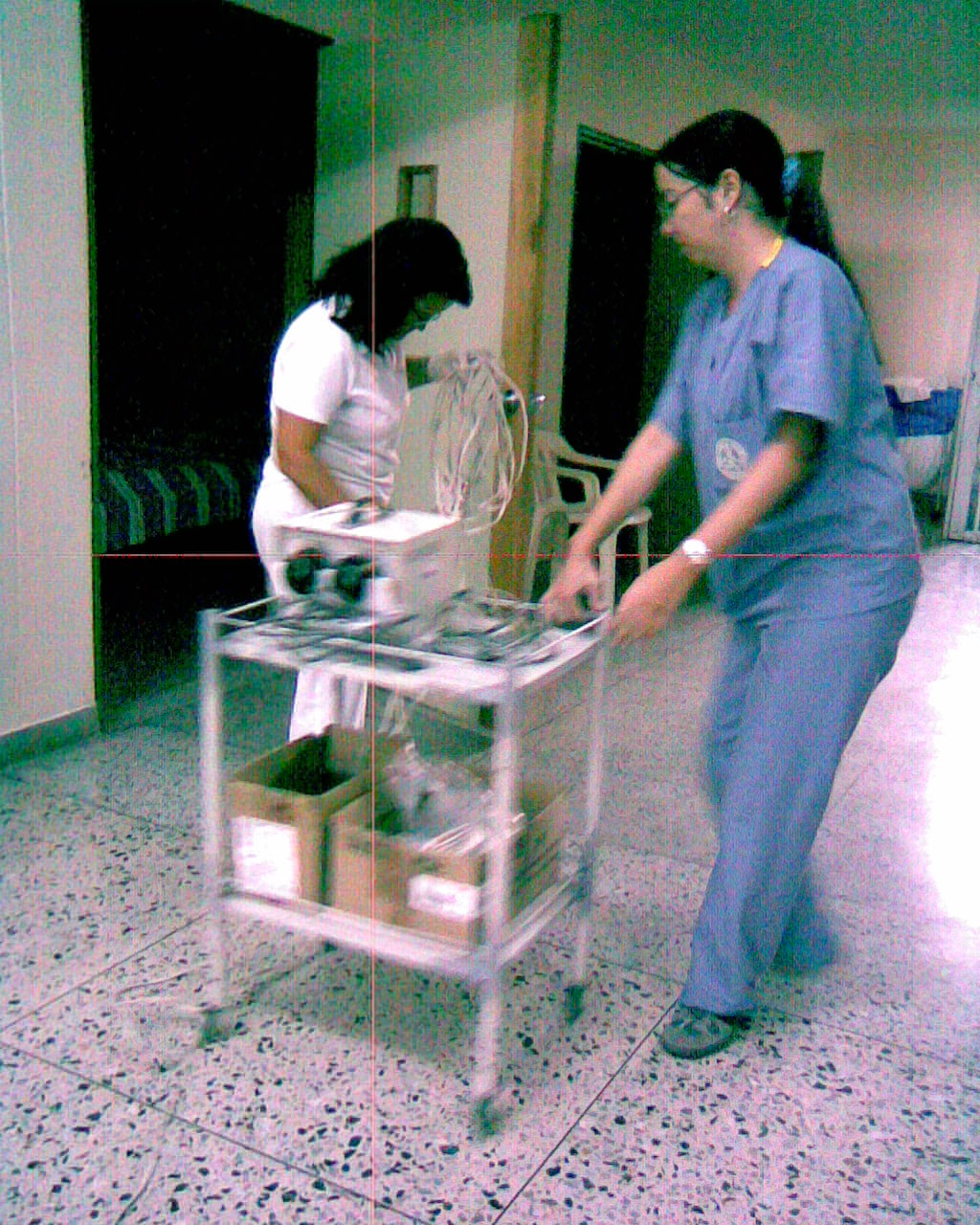
Eine Psychiatrie-Ärztin bereitet eine Elektrokonvulsionstherapie auf der psychiatrischen Station im Federico Lleras Acosta in Ibagué vor.

Das Gesundheitssystem von Kolumbien umfasst Prävention, Behandlung und die Prozessbegleitung bei körperlichen und geistigen Krankheiten.

## Gesundheitsrisiken
Tropenkrankheiten sind ernst zu nehmende Probleme in Kolumbien, weil sie zu den häufigsten Todesursachen gehören. Malaria betrifft fast 85 % des Landes, hauptsächlich an der Küste des Pazifischen Ozeans, im Amazonischen Regenwald und in den östlichen Savannen. Dabei kommt es zu etwa 250.000 Infizierungen pro Jahr und einer Sterblichkeitsrate von 3 auf 100.000 Einwohner. Der Haupterreger ist Plasmodium vivax, mit einem Anteil von 66 % der Fälle, wobei an der pazifischen Küste der Erreger Plasmodium falciparum vorherrscht und für 75 % der Fälle verantwortlich ist. Gelbfieber und Denguefieber sind die größten Gesundheitsrisiken aufgrund ihres hohen epidemischen Potenzials, ihrer hohen Mortalität und der weiten Verbreitung der Gelbfiebermücke. Die kolumbianische Regierung führt deshalb regelmäßig Impfkampagnen gegen Gelbfieber durch.

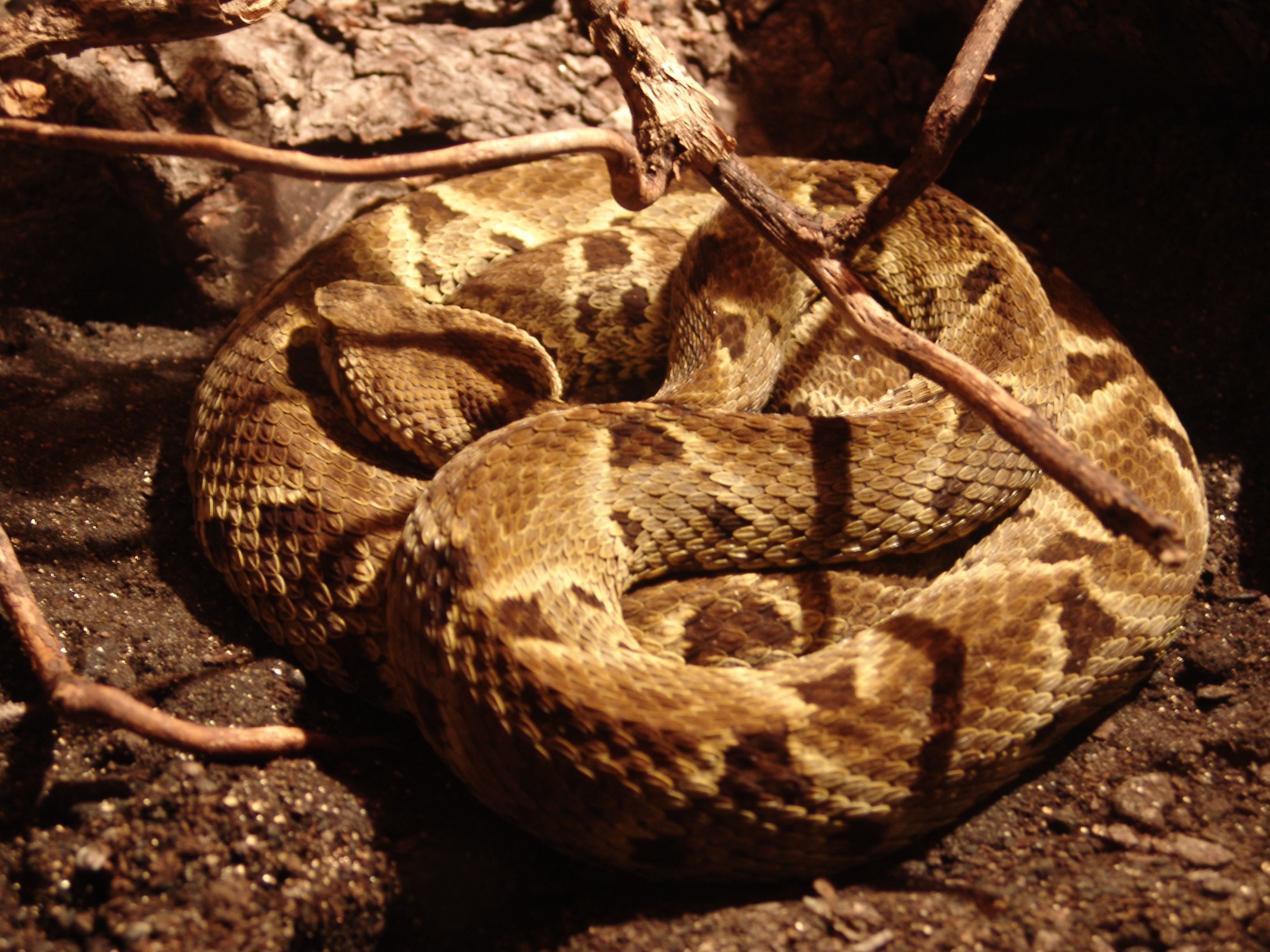
Die Lanzenotter (Bothrops atrox) ist der Hauptgrund für Todesfälle infolge von Schlangenbissen in Kolumbien.

Die Chagas-Krankheit ist vor allem endemisch im Departamento de Santander und in den nahe gelegenen Gebieten. Erreger wie Leishmanien, Tollwutvirus und West-Nil-Virus sind ebenso verbreitet in Kolumbien. Schlangenbisse bereiten große Sorgen, hauptsächlich aufgrund der landesweiten Knappheit an Antivenin-Vorräten.
Verschiedene Formen von Mangelernährung haben große Effekte auf den Gesundheitszustand der Bevölkerung, besonders auf Kinder unter fünf Jahren. Etwa 21 % dieser Kinder leiden unter Mangelernährung und etwa 23 % an Eisenmangelanämie.

## Geschichte

### Anfänge des Gesundheitssystems
Der erste graduierte Arzt, Álvaro de Auñon, kam 1597 in das Königreich Neugranada aus Sevilla in Spanien und blieb für eine kurze Zeit. Die erste kolumbianische Apotheke wurde zur selben Zeit von Pedro López de Buiza eröffnet.

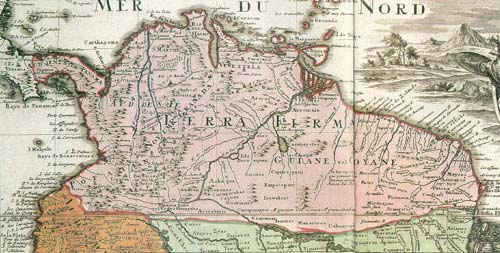
Alte Karte des Neuen Königreichs von Granada

Im Jahr 1636 eröffnete Rodrigo Enríquez de Andrade die erste Medizinische Fakultät von Neugranada am Colegio Mayor de San Bartolomé, allerdings nur mit mäßigem Erfolg, da Vorurteile gegen die medizinische Karriere in der spanischen Kultur tief verwurzelt waren. Der größte Teil der medizinischen Versorgung erfolgte zu dieser Zeit daher durch nicht fachlich geschulte Heiler. Das erste medizinische Fachbuch, das in Kolumbien verfasst wurde, war das „Tratado de Medicina y Modelo de Curar en estas partes de Indias“ (deutsch: Abhandlung der Medizin und Modelle zur Heilung in diesen Teilen von Indien) von Pedro Fernandez de Valenzuela aus dem Jahr 1662.
Im Jahr 1740 startete Vicente Tomás Cansino ein medizinisches Programm an der Universidad del Rosario. Die medizinische Versorgung dieser Zeit war fast ausschließlich auf das Zuhause der kranken Menschen beschränkt, da es an Krankenhäusern mangelte. Das erste Krankenhaus Kolumbiens war das Hospital de San Pedro in der Hauptstadt Bogotá. Das Krankenhaus wurde von Juan de los Barrios errichtet und nahm den Betrieb im Jahr 1564 auf. 1739 wurde das von Pedro Pablo Villamor errichtete Hospital San Juan de Dios in der Hauptstadt eröffnet.
Die erste weibliche graduierte Medizinerin war die Schweizerin Anna Galvis Hotz im Jahr 1877. Sie hatte ihren Abschluss an der Universität Bern erworben, da zu dieser Zeit Frauen der Zugang zur Universität in Kolumbien noch verwehrt war. 1925 schloss mit der russisch-amerikanischen Paulina Beregoff erstmals eine Frau ein medizinisches Studium an einer kolumbianischen Universität ab. Die erste Kolumbianerin, die einen medizinischen Abschluss an einer Universität des Landes erwarb, war Inés Ochoa Pérez, die 1945 an der  Universidad Nacional de Colombia ihr Studium abschloss.

### Situation seit 1980
Die Gesundheitsstandards haben sich in Kolumbien seit 1980 stark verbessert. Die 1993 durchgeführte Gesundheitsreform veränderte die finanzielle Grundlage des Gesundheitssystems und verschob die Last der Subventionierung von den Gesundheitsdienstleistern zu den Versicherten. Im Ergebnis wurden Angestellte verpflichtet, in das Gesundheitssystem einzuzahlen, wobei Arbeitgeber auch einzahlen müssen. Obwohl das neue System die Zahl der Kranken- und Sozialversicherten von 21 % vor 1993 auf 56 % im Jahr 2004 und 66 % im Jahr 2005 deutlich erhöht hat und den Zugang zur Gesundheitsversorgung verbessert hat, bestehen noch immer große Gesundheitsungleichheiten in der Bevölkerung, was sich darin zeigt, dass ärmere Menschen weiterhin unter höheren Sterblichkeitsraten leiden.
Die Refraktive Chirurgie Keratomie wurde 1964 von Ignacio Barraquer in Bogotá entwickelt. Am 10. Januar 1985 führte Elkin Lucena die erste erfolgreiche In-vitro-Fertilisation durch und ermöglichte damit die erste lateinamerikanische Geburt des Reagenzglasbabys Carolina Mendez. Am 14. Dezember 1985 führte Alberto Villegas mit der Operation an Antonio Yepes die erste Herztransplantation Lateinamerikas durch.
Am 20. Mai 1994 erhielt Manuel Elkin Patarroyo den Prinzessin-von-Asturien-Preis für seine technische und wissenschaftliche Erforschung des synthetischen Malariaimpfstoffs.
Im Jahr 2002 hatte Kolumbien 58.761 Ärzte, 23.950 Krankenpfleger und 33.951 Zahnärzte; diese Zahlen entsprechen 1,35 Ärzten, 0,55 Krankenpflegern und 0,78 Zahnärzten pro 1000 Einwohner. 2005 soll Kolumbien nur 1,1 Ärzte pro 1000 Einwohnern gehabt haben, verglichen mit dem lateinamerikanischen Mittelwert von 1,5.
Der große Anteil von Privatkonzernen am Gesundheitswesen und die niedrigen Löhne der Beschäftigten sind von gewerkschaftlicher Seite her Kritikpunkte am heutigen Gesundheitswesen.

## Stand der öffentlichen Gesundheit

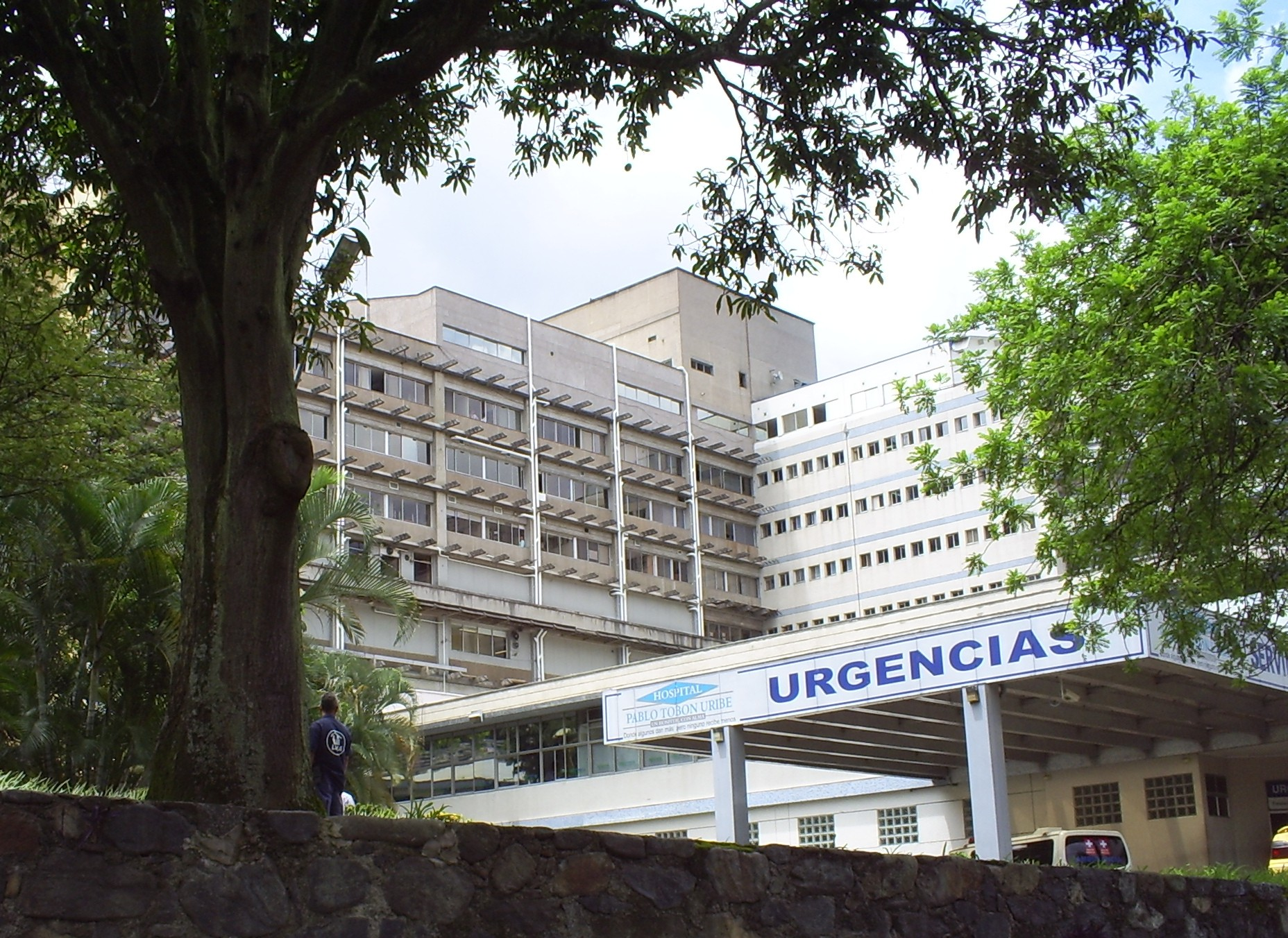
Die Privatklinik Pablo Tobón Uribe in Medellín

Staatliche Gesundheitsausgaben machten 2003 etwa 20,5 % der gesamten Staatsausgaben aus und trugen 84,1 % der gesamten Kosten des Gesundheitssystems. Die gesamten jährlichen Gesundheitskosten machten 2005 etwa 5,6 % des Bruttoinlandsprodukts aus. Die Pro-Kopf-Ausgaben für Gesundheitsdienstleistungen betrugen 2005 etwa 150 US-Dollar, nach einem durchschnittlichen Wechselkurs.
Stadt- und Landbewohner haben einen stark ungleichen Zugang zur Gesundheitsversorgung. Der Deckungsgrad an Gesundheitsversorgung beträgt in den drei größten Städten – Bogotá, Medellín und Cali – etwa 95 %. Die beste Gesundheitsversorgung erfahren Landbewohner in den Kaffeebohnenanbaugebieten. Am unteren Ende der Gesundheitsversorgung, nach Deckung und Qualität, sind die ländlichen Gebiete des Flachlands und die dünnbesiedelten Regionen mit mittleren und kleineren Städten.

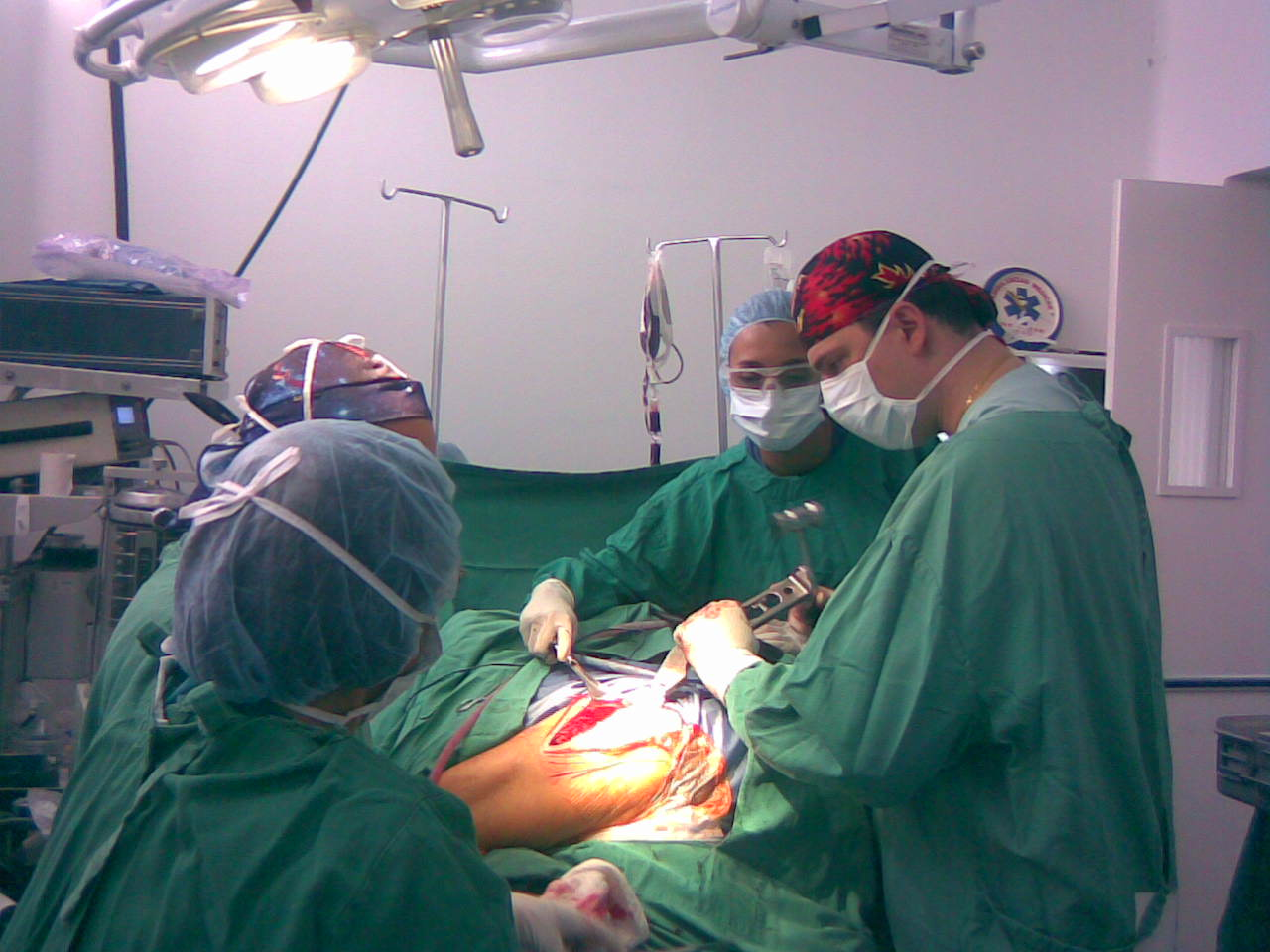
Operativer Eingriff mit Gelenkersatz an Hüfte und Knie in einem Krankenhaus in Bogotá

Seit 2002 hat Kolumbien seine Tötungsrate halbiert, ausgehend von einer der damals höchsten Mordraten der Welt. Lag sie 2002 noch bei 60 Tötungen pro 100.000 Einwohnern oder gesamt bei 28.837, betrug sie dagegen 2006 nur noch total 17.206, so tief wie seit 1987 nicht mehr. Zu den anderen Todesursachen gehören Herzerkrankungen, vorzeitiger Tod, Schlaganfälle, Erkrankungen der Atemwege, Verkehrsunfälle und Diabetes. Im Flachland und an den Küsten sind wasserbezogene Krankheiten wie Malaria und Leishmaniose vorherrschend. 2004 waren 92 % der Kinder unter 12 Monaten gegen Masern geimpft.
AIDS ist die fünfthäufigste Todesursache von Menschen im Arbeitsalter. Laut der nationalen Gesundheitsbehörde Instituto Nacional de Salud waren 2003 ca. 240.000 Menschen oder etwa 0,6 % der Bevölkerung mit AIDS infiziert, zumeist Frauen und junge Menschen. Erstmals wurde eine AIDS-Infektion in Kolumbien im Jahr 1983 registriert. Schätzungen zufolge lebten 2005 160.000 bis 310.000 Kinder und Erwachsene mit HIV, darunter 62.000 Frauen im Alter von 15 bis 49 Jahren. Sowohl AIDS als auch Hepatitis B nehmen zu. Die 2005 geschätzte HIV-Prävalenzrate für Erwachsene (15–49 Jahre) war 0,6 %. Im  Jahr 2006 sind zwischen 5200 und 12.000 Menschen an AIDS gestorben. Gesundheitsprogramme des „Plan Multisectorial Nacional“ (Nationaler Sektorübergreifender Plan) wurden 2004 gestartet, um Menschen mit HIV besser zu versorgen und antiretrovirale Medikamente bereitzustellen. Durch dieses Programm werden circa 12.000 Menschen versorgt. Zusammen mit anderen therapierten Patienten erhalten schätzungsweise 54 % aller behandlungsbedürftigen die notwendige Hilfe.

## Gesetz 100 von 1993
Die Verfassung Kolumbiens wurde 1991 reformiert. Zu diesem Zweck wurde auch das allgemeine Sozialversicherungssystem durch das Gesetz 100, welches die Gesundheitsversorgungsreichweite in der Bevölkerung deutlich ausgedehnt hat, neu gestaltet. Allerdings waren die finanziellen Mittel nicht ausreichend, um die Reform durchzuführen, sodass viele öffentliche Gesundheitseinrichtungen kollabierten und die Löhne vieler Angestellter dieser Einrichtungen gekürzt werden mussten.
Das Gesetz 100 von 1993 ist in vier Bücher unterteilt:
- Erstes Buch: Über Regulationen zu Pensionen.
- Zweites Buch: Über das allgemeine Gesundheitssystem.
- Drittes Buch: Über Arbeitsschutz.
- Viertes Buch: Über ergänzende Sozialleistungen.

Die Reform des kolumbianischen Gesundheitssystems hatte drei Hauptziele:
- die Verstärkung des Wettbewerbs, um Gesundheitsmonopole zu verhindern
- die Einbeziehung privater Gesundheitsdienstleister in den Gesundheitsmarkt
- die Schaffung eines subventionierten Gesundheitssektors zur Versorgung des ärmsten Teils der Bevölkerung.

Die allgemeinen Prinzipien des Gesetzes bestimmen, dass Gesundheitsversorgung eine öffentliche Dienstleistung ist, welche auf einem hohen Qualitätsniveau universell und solidarisch bereitgestellt werden muss. Artikel 153 des Gesetzes bestimmt, dass Krankenversicherung verpflichtend ist, Anbieter von Gesundheitsdienstleistungen administrativ autonom sind und Patienten ihren Dienstleister frei wählen dürfen.

## Sistema de Identificación de Potenciales Beneficiarios (Sisbén)
Das System zur Identifikation von Zuschussempfängern (El Sistema de Seleccion de Beneficiarios para Programas Sociales) unterteilt Menschen nach ihrem sozio-ökonomischen Status in sechs Klassen, wobei zur Klasse I Obdachlose und Menschen in extremer Armut gehören und zur Klasse VI der höchste Grad an Wohlstand.
Der größte Anteil der Subventionsleistungen konzentriert sich auf die Klassen I und II (und die neu geschaffene Klasse 0). Die betrügerische Verteilung und Nutzung von SISBEN-ID-Karten mit Zugang zu Subventionen für niedrige Klassen ist derzeit eines der Hauptprobleme des Gesundheitssystems. Regionalpolitiker werden oft beschuldigt, solche Karten im Austausch für Wahlstimmen an Menschen zu verteilen, die darauf keinen gesetzlichen Anspruch haben. Falsche Identifikation zur Feststellung von Ansprüchen und politische Probleme fordern das System immer wieder heraus. Darunter leiden oftmals echte Anspruchsberechtigte, die auf die Subventionen angewiesen sind.

## Entidades Promotoras del Servicio de Salud (EPS)
Der nationale Gesundheitsbeauftragte (Superintendencia de Salud) definiert, welche Organisationen die EPS-Kriterien erfüllen, also welche Organisationen Gesundheitsfördernde Einrichtungen sind. Dabei sind Kriterien unter anderem Infrastruktur, Kapital, Patientenzahl, Reichweite und Dienstleistungen.
Einige EPS-Organisationen bieten einen Plan Complementario an, der eine Vorzugsbehandlung und größere Kostenübernahme beinhaltet.
Die meisten EPS-Organisationen bieten zusätzlich Medicina Prepagada an, wodurch die bestmögliche Versorgung mit bester Betreuung und einer höheren Priorität dem Patienten zu wesentlich höheren Kosten garantiert.

## Ärzte im Gesundheitssystem
Zum 1. Oktober 2014 gab es in Kolumbien 3620 Gesundheitseinrichtungen, inklusive Krankenhäuser, Kliniken und ambulante Dienstleistungen. Auf private Gesundheitseinrichtungen entfielen dabei 57 % aller Einrichtungen des Landes.
Obwohl keine Stadt oder kein Staat alleine als Zentrum der nationalen Gesundheitsversorgung gilt und die Struktur föderal ist, befinden sich 80 % der Gesundheitseinrichtungen in 16 der 39 Staaten.
Die höher qualifizierten Angestellten im Gesundheitswesen hatten kaum oder keinen Einfluss auf die Entwicklung und die Reform des Gesundheitssystems. Dementsprechend wurden bei der Reform Grundprinzipien wie Kosten-Nutzen-Verhältnis, Qualität der Gesundheitsversorgung und Implikationen in der Berufspraxis falsch beurteilt. Die Reform des Gesundheitssystems beschränkte die Möglichkeiten der Mediziner, ihre Dienstleistungen nur privat anzubieten, was zu einem starken Einkommensverlust für den durchschnittlichen Angestellten führte.

## Glossar der Akronyme
- SISBEN: Sistema de Identificación de Beneficiarios de Subsidios Sociales (System zur Identifikation von Zuschussempfängern).
- EPS: Entidades Promotoras de Salud (Gesundheitsfördernde Einrichtungen)
- EPS-S: Entidades Promotoras de Salud Subsidiadas (Subventionierte Gesundheitsfördernde Einrichtungen).
- IPS: Instituciones Prestadoras de Servicios de Salud (Gesundheitseinrichtungen)
- ESE: Empresas Sociales del Estado (Staatliche Sozialeinrichtungen)
- ESS: Empresas Solidarias de Salud (solidarische Gesundheitsorganisationen)
- CCF: Cajas de Compensación Familiar (Familieneinrichtungen)
- POS: Plan Obligatorio de Salud (Obligatorischer Gesundheitsvertrag)
- Fondo SYGA or FOSYGA: Fondo de Solidaridad y Garantía (Solidaritäts- und Garantienfonds)
- MAPIPOS: Manual de Procedimientos y Actividades del POS (Handbuch für POS-Vorgänge und -Aktivitäten)
- SOAT: Seguro Obligatorio de Accidentes de Tránsito (Verpflichtende Autoversicherung)